# Пикша
Пи́кша (лат. Melanogrammus aeglefinus) — вид лучепёрых рыб из семейства тресковых (Gadidae), выделяемый в монотипический род Melanogrammus. Обитают в северных морях Атлантического и Северного Ледовитого океанов. Морские бентопелагические рыбы. Максимальная длина тела 112 см. Является важной промысловой рыбой.

## Таксономия и этимология
Вид пикша впервые описан в 1758 году шведским естествоиспытателем Карлом Линнеем в классической монографии Systema naturae под латинским биноменом Gadus aeglefinus. Сам же род Пикши был описан намного позднее американским исследователем Теодором Гиллом в 1862 году.
Родовое латинское название образовано от греч. μέλας, устар. форма μελανός — чёрный и греч. γραμμή — линия, что отражает цвет боковой линии. Видовое название, вероятно, связано с латинизацией разговорного названия монографии Пьера Белона De aquatilibus.

## Описание
Тело массивное, овальной формы, несколько сжато с боков, покрыто мелкой циклоидной чешуёй; чешуйки налегают друг на друга. Верхняя челюсть немного выдаётся вперёд. Рот небольшой, нижний. Подбородочный усик очень маленький. Зубов на нёбе нет. Жаберных тычинок на первой жаберной дуге 24—27.  У пикши 3 спинных плавника, разделенных небольшими промежутками, и 2 анальных плавника. Во всех плавниках отсутствуют колючие лучи. Первый спинной плавник с 14—17 мягкими лучами, высокий (значительно выше второго и третьего), треугольной формы с заострённым концом; верхний край вогнутый. Во втором спинном плавнике 19—24 лучей, а в третьем от 19 до 22 лучей. Первый анальный плавник начинается немного сзади вертикали, проведённой от окончания основания первого спинного плавника;  в нём 21—25 лучей; основание плавника короткое,  его длина составляет менее половины расстояния от начала рыла до начала анального плавника.  Во втором анальном плавнике 20—24 луча. В грудных плавниках 19—21 луч. Брюшные плавники расположены перед грудными. Боковая линия полная, тянется от головы до основания хвостового плавника. Есть поры боковой линии на голове. Позвонков 50—57, обычно 54.
Спина тёмно-серая с фиолетовым или сиреневым оттенком, бока светлее, серебристого цвета, брюхо молочно-белое или серебристое. Боковая линия чёрная. Ниже боковой линии с каждой стороны тела у пикши имеется по большому чёрному или черноватому пятну, расположенному между грудным и первым спинным плавником.
Достигает длины 100—110 см, типичная же длина пикши 50—75 см. Средняя масса 2—3 кг, но в уловах встречались и крупные особи массой до 9—12 кг. Максимальная официально зарегистрированная масса тела 16,8 кг. Продолжительность жизни пикши до 24 лет.

## Распространение
Область обитания пикши — полносольные моря с солёностью 32—33 ‰, её ареал — северная бореальная область Атлантического океана вблизи берегов Северной Европы и Северной Америки, вокруг берегов Исландии и смежная область Северного Ледовитого океана (Норвежское и Баренцево моря).
Многочисленна пикша в южной части Баренцева моря, в Северном море возле Исландии, а также на Ньюфаундлендской банке. У полуострова Лабрадор пикша отсутствует, возле берегов Гренландии её поголовье малочисленно.
Пикша обитает и на российских морских территориях — она обычна в южной части Баренцева моря и изредка встречается в Белом море. Малочисленность поголовья пикши в Белом море и практически её отсутствие в Балтийском море объясняется опреснённостью вод этих морей.

## Биология
Морские бентопелагические рыбы, держатся как у дна, так и в толще воды. Образуют большие скопления. Обитают на глубинах 60—650 м при температуре воды от +2 до +10 °С. К донному образу жизни молодая пикша переходит в однолетнем возрасте, до этого она живёт в толще воды и соответственно кормится на глубине менее 100 м. Пикша редко выходит за пределы материковой отмели.

### Питание
Питается пикша бентосом — донными беспозвоночными, такими как черви, ракообразные, моллюски и иглокожие, в том числе офиурами. Важной составной частью рациона питания пикши также является икра и мальки рыб. Режим питания пикши различается в Северном и Баренцевом морях. В Северном море пикша питается икрой сельди, а в Баренцевом — икрой и мальками мойвы. Основные места питания пикши в Баренцевом море расположены возле мыса Канин Нос, вокруг острова Колгуева и вдоль побережья Кольского полуострова.

### Размножение и миграция
Половой зрелости пикша достигает в среднем в возрасте 3—5 лет при длине тела 40 см и весе в 1 кг. В Северном море пикша созревает быстрее — в возрасте 2—3 года, а в Баренцевом медленнее — только при достижении возраста 5—7 лет (иногда даже 8—10 лет). Нерест проходит с апреля по июнь. Нерестовую миграцию пикша начинает за 5—6 месяцев до икрометания, обычно половозрелая рыба мигрирует из Баренцева моря в Норвежское к Лофотенским островам.
Места нереста: вблизи берегов евразийского континента — у северо-западного побережья Норвегии, у западного и южного побережья Исландии, у берегов Ирландии и Шотландии на Лофотенском мелководье; вблизи Северной Америки — у берегов США вблизи Новой Англии, на побережье Канады у берегов Новой Шотландии.
Плодовитость варьируется от 170 тысяч до 1,84 млн икринок в зависимости от размера самок. Икра сферической формы, диаметром 1,2—1,7 мм. Жировой капли нет, перивиттелиновое пространство узкое. Инкубационный период зависит от температуры воды и продолжается 25—32 дня при +2,2 °С, 13—24 дня при +5 °С и 9—12 дней при +10 °С. Икра и личинки пелагические обнаружены около поверхности воды; разносятся течениями на большие расстояния от мест нереста. Молодь пикши в отличие от взрослых рыб живёт в толще воды, часто прячется от хищников под куполами (колоколами) крупных медуз.
Пикша совершает дальние миграции, как кормовые, так и нерестовые. Особенно значительны миграции пикши в Баренцевом море. Основные маршруты миграции молоди — по Нордкапскому течению от северных берегов Норвегии в южную часть Баренцева моря и по течению Ирмингера из Северного моря к северному побережью Исландии.

## Значение и использование
Калорийность пикши (71 ккал) примерно равно треске (69 ккал), однако по жирным кислотам Омега-3 мясо пикши превосходит мясо трески  (260 мг против 170). С другой стороны, в печени трески содержание Омега-3 в несколько раз выше. А употребление печени пикши сопряжено с риском, она обладает свойством в гораздо большей степени накапливать ртуть, нежели печень трески.
Пикша является важной промысловой рыбой в Северном и Баренцевом морях, а также у берегов Северной Америки. Её ловят донными и разноглубинными тралами, жаберными сетями, ярусами. По объёму вылова пикша занимает третье место в мире среди тресковых рыб после трески и минтая. Ежегодный мировой улов пикши доходил в конце 1960-х годов до 0,96 млн т. В 2007—2016 годах уловы варьировались от 288 тысяч до 430 тысяч тонн. Больше всех ловят Великобритания и Норвегия.
Вылов пикши сильно колеблется по годам, это связано с колебаниями численности популяций пикши и, соответственно, с пополнением запасов этой рыбы в море. В Северной Америке промышленный вылов пикши в конце XX века сократился, но в первые годы XXI века стал приближаться к историческим уровням вылова, зафиксированным в 1930-е годы — 1960-е годы.
В СССР в 1950-х — 1960-х годах пикша по уловам занимала второе место среди тресковых после самой трески. Позднее в связи с увеличивающимися объёмами вылова минтая в СССР занимала третье место по вылову среди тресковых. В начале 2000-х годов в России в Баренцевом море пикша занимала 4 место по вылову среди всех рыб (после сайки, трески и мойвы). По данным 2000 года улов пикши составил 8502 т против 23116 т трески.
Пикша обладает особо высоким содержанием йода (318 мкг на 100 г продукта).

## Охрана
Международный союз охраны природы присвоил этому виду охранный статус «Уязвимые виды». В 2010 году Гринпис внёс пикшу в «Красный список продуктов», от употребления которых рекомендовано воздерживаться, чтобы не усугублять вред, наносимый экосистеме.